# Пятигорцы
Пятиго́рцы (пол. Petyhorcy) — лёгкая конница (кавалерия), созданная в XVI веке из черкесов, переселившихся в Великое княжество Литовское с Кавказа по различным причинам, в т.ч. с нежеланием принимать веру Османской империи и  ее подданство. Название пятигорцы происходит от кавказских Пяти гор. Пятигорцы существовали до XVIII века и пополнялись за счёт литовской шляхты и осевших в Литве татар. Вербовка в подразделения пятигорцев происходила по товарищеской системе.
Были аналогом казацкой панцирной конницы в Короне Польской и использовались для охвата флангов врага, или атаки вражеских шеренг, пробитых атакой тяжелой кавалерии — гусарии, используя несколько более лёгкие копья. Участием в войнах с Данцигом и Московским царством во времена Стефана Батория была известна хоругвь пятигорцев Темрюка Шимковича, который был ротмистром обороны поточной ещё во времена Сигизмунда II Августа.
Сначала пятигорцы использовали для защиты мисюрку, карваши (наручи), восточный щит калкан, до конца XVI века стали использовать кольчугу, а с XVII века стали надевать кирасы. Вооружение состояло из 3-4 метровой рогатины, сабли, двух пистолетов, ружья и лука восточного типа. По вооружению и доспехам пятигорцы соответствовали польской панцерной кавалерии, выполняя аналогичные с ней задачи. Из сохранившихся хоругвей пятигорцев в 1776 году была сформирована Пятигорская бригада кавалерии народовой.